# Snapshot Games
Snapshot Games — болгарський розробник відеоігор зі штаб-квартирою в Софії. У листопаді 2020 року студію придбав шведський холдинговий гігант Embracer Group, зробивши її однією з дочірніх компаній свого оперативного підрозділу Saber Interactive.

## Історія
12 листопада 2013 року Snapshot Games була заснована як приватне підприємство в Каліфорнії, США. Однак головний офіс компанії базується в Болгарії, де проживає її генеральний директор Джуліан Ґоллоп, відомий в індустрії за створення ігрової франшизи XCOM і де витрати на розробку відеоігор становлять приблизно одну третину від вартості тієї ж діяльності в Сполучених Штатах.
У квітні 2014 року Snapshot Games запустили краудфандингову кампанію на Kickstarter для фінансування свого першого проєкту Chaos Reborn, яка успішно завершилася, зібравши понад $210 000. 9 грудня 2014 року гра вийшла в дочасний доступ Steam та повноцінний реліз відбувся 26 жовтня 2015 року. Гра отримала позитивні відгуки критиків та була номінована на Golden Joystick Awards у категорії «Найкраща інді-гра» 2015 року.
18 березня 2016 року студія оголосила про розробку нової відеогри Phoenix Point. Протягом наступного року Snapshot Games працювали над її розробкою, вклавши $450 000 в перший рік, студія знову запустила краудфандингову кампанію на Fig у квітні 2017 року з метою зібрати ще $500 000 для завершення проєкту. Snapshot вклали всі свої активи в розробку цієї гри та в разі невдачі, за словами самого Ґоллопа, компанія стала б банкрутом. Гру було успішно профінансовано, зібравши понад $765 000 та випущено у 2019 році. Phoenix Point отримала змішані відгуки критиків та ігрових видань.
У листопаді 2020 року студію придбали Embracer Group, зробивши її однією з дочірніх компаній свого оперативного підрозділу Saber Interactive. У березні 2024 року Embracer продали Saber Interactive компанії Beacon Interactive разом із кількома іншими студіями. Однак Snapshot Games не увійшла до угоди й залишилася у складі Embracer.

## Розроблені відеоігри
| Рік  | Назва         | Платформа                                                 | Видавець       | Дж.    |
| ---- | ------------- | --------------------------------------------------------- | -------------- | ------ |
| 2015 | Chaos Reborn  | Microsoft Windows, Linux, MacOS                           | Snapshot Games | [ 19 ] |
| 2019 | Phoenix Point | Microsoft Windows, MacOS, Xbox One, PlayStation 4, Stadia | Snapshot Games | [ 20 ] |